# Алтарь Мероде
Алтарь Меро́де — средневековый триптих из собрания музея Клойстерс в Нью-Йорке, филиала Метрополитен-музея. Неподписанная работа без датировки считается созданной в мастерской ранненидерландского живописца Робера Кампена. До Второй мировой войны триптих находился во владении бельгийской аристократической семьи Мероде, по имени которой носит нынешнее название.
Левая створка изображает коленопреклонённых донаторов в саду, центральная панель — момент Благовещения Девы Марии в современной живописцу домашней обстановке, правая створка — Святого Иосифа с плотницкими инструментами. Наибольший интерес для искусствоведов представляет центральная панель, написанная, вероятно, между 1425 и 1428 годами в мастерской Кампена, возможно, им самим. Триптих считается важной и основополагающей работой для ранненидерландской живописи, вехой между двумя периодами, обобщающей средневековую традицию и закладывающей основу для развития более современной живописи.

## Датировка и атрибуция

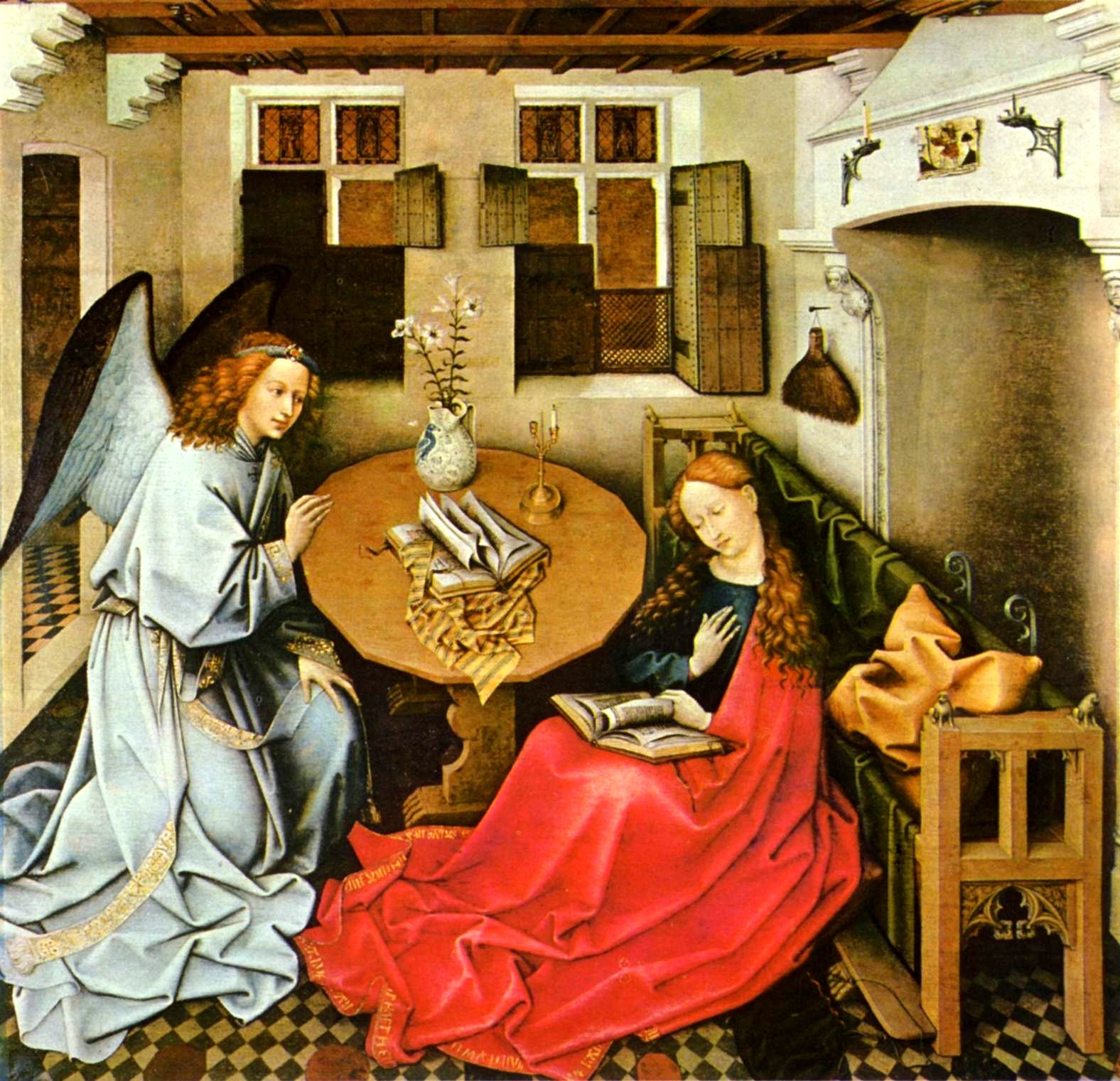
Благовещение. Королевские музеи изящных искусств, Брюссель. Оригинал центральной панели, ранее приписываемый Жаку Даре, ученику Кампена

Ранее нью-йоркский триптих считался одной из ранних работ Рогира ван дер Вейдена. В настоящее время его относят к группе картин, связанных с Флемальским мастером, обычно отождествляемым с Робером Кампеном. Существует другая версия центральной панели «Благовещения», ныне находящаяся в Брюсселе, более ранняя и значительно хуже сохранившаяся, которая также может принадлежать кисти Кампена.
Экспертиза картины подтвердила, что триптих имеет нескольких авторов. Древесина центральной панели и створок заметно отличается, в то время как положение шарниров указывает на то, что изначально картина не задумывалась как часть триптиха. Вероятно, она является копией более ранней работы Кампена, а боковые створки были заказаны донатором позже, предположительно с целью использования картины как алтарной, для проведения частных молебнов. Картина подвергалась переработке — семейная пара донаторов написана поверх ландшафта, окно позади Богородицы первоначально было заполнено золотым фоном, маленькие щиты на окне также являются более поздним дополнением.
Шотландский искусствовед Лорн Кэмпбелл отрицает принадлежность всего триптиха кисти Флемальского мастера и, следовательно, Робера Кампена, описывая композицию картины как бессвязную, лишённую той пространственной целостности, которая свойственна другим работам Кампена. Отмечается, что небо, видимое в окне на центральной панели, несовместимо с фоном боковых створок, а перспектива на картине далека от удовлетворительной. В целом Кэмпбелл оценивает боковые створки как заурядные, искусственно добавленные по воле донатора, с осторожностью атрибутируя центральную панель Флемальскому мастеру.

## Описание
Триптих является одним из первых образцов изображения Благовещения Деве Марии в мелкобуржуазном североевропейском интерьере, возможно, в обеденном зале. Основным нововведением Кампена является образ читающей Мадонны с распущенными волосами в бытовой обстановке, неоднократно использовавшийся впоследствии (например, в «Читающей Мадонне» Рогира ван дер Вейдена). Сцена, с доминирующим серым цветом штукатурки, производит эффект контраста между тёплыми красными одеяниями Богородицы и бледно-голубыми оттенками облачения архангела Гавриила.

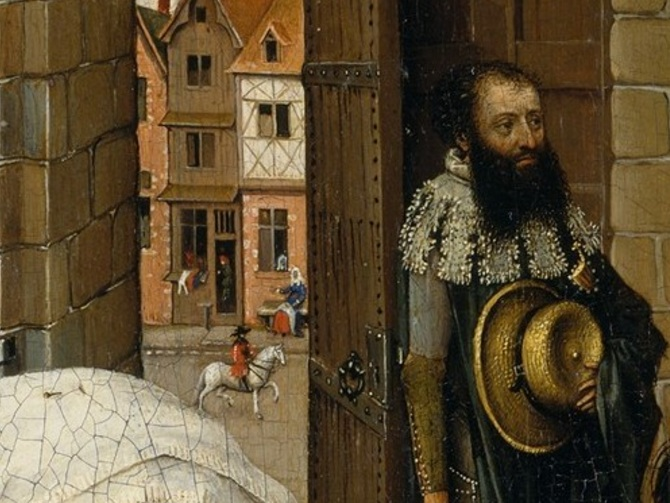
Вид на улицу с левой створки

На картине запечатлён момент, когда отдыхающая Мария в красном платье (вместо более распространённого синего), поглощённая чтением часослова, ещё не замечает присутствия архангела Гавриила. Святой Дух в виде голубя на картине отсутствует, что крайне необычно для средневековых изображений Благовещения. Возможно, он представлен в дыме потухшей свечи на столе, так как по мнению некоторых богословов позднего средневековья Святой Дух спустился к апостолам в «дуновении ветра». Младенец Иисус с крестом в руках летит к Марии в солнечных лучах из окна слева, предвещая Непорочное зачатие.
Белая лилия в тосканском глиняном кувшине на столе вместе с белым охровым полотенцем символизируют девственность и чистоту Девы Марии. Загадочные буквы из латинского и древнееврейского языков на кувшине некоторыми искусствоведами интерпретируются как подпись художника. На зелёном бархатном мешке лежит раскрытая иллюминированная рукопись с несколько потрёпанными страницами, что указывает на её частое чтение. Предполагали, что она символизирует идею картезианца Лудольфа Саксонского о ранней уединённой жизни Девы Марии со Священным Писанием в качестве единственного спутника.

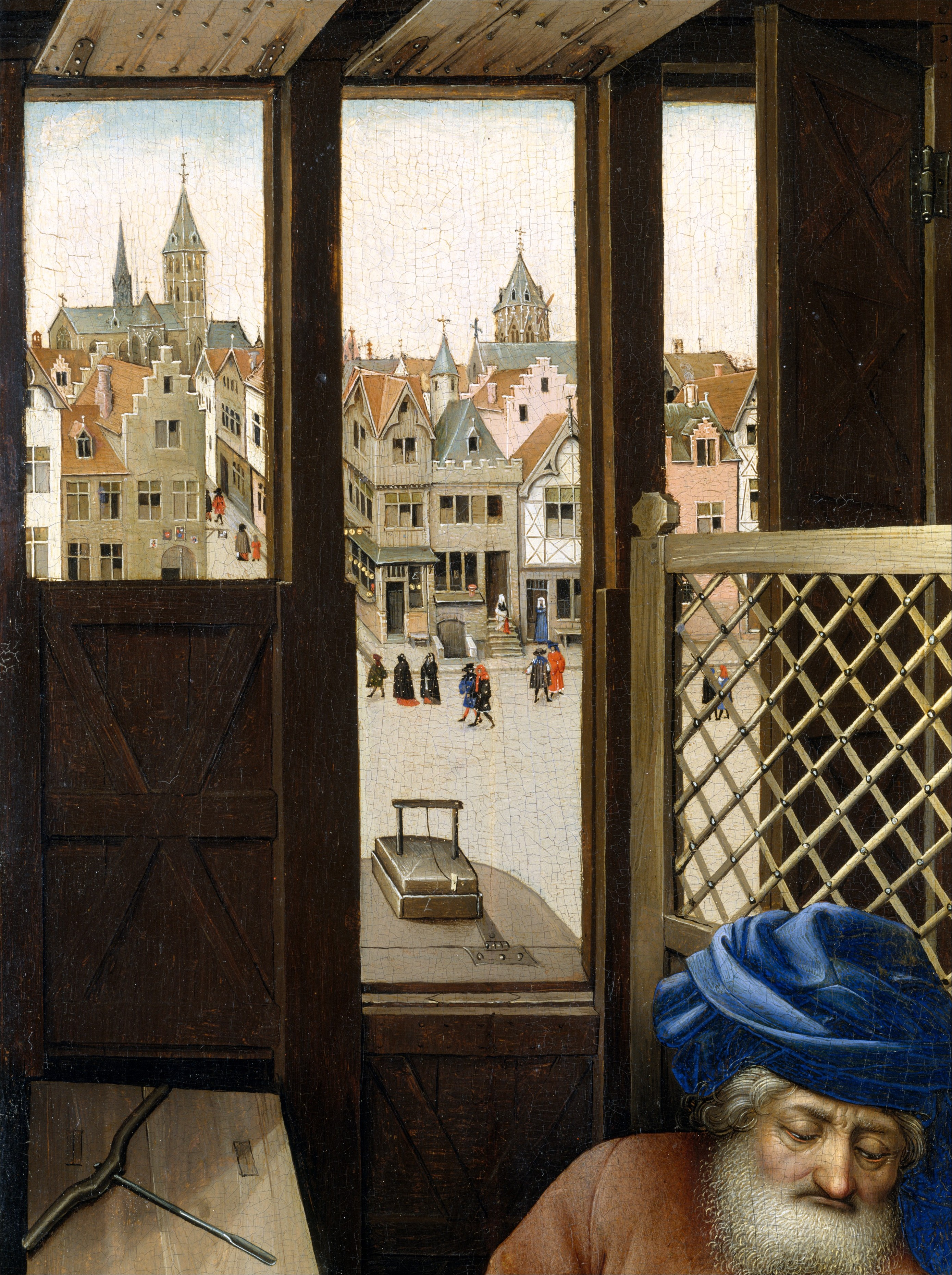
Городской пейзаж на правой створке

Алтарная картина была заказана либо дельцом Яном Энгельбрехтом, либо кёльнским купцом Питером Энгельбрехтом, идентифицируемыми по фамильным гербам на витраже центральной панели. Донатор с женой изображены на левой створке триптиха коленопреклонёнными и наблюдающими за Божественным событием в открытую дверь, отсутствующую, однако, на центральной панели. Возможно, подразумевается, что сцена происходит в доме самого донатора: вернувшийся хозяин узрел Благовещение в глубине своего дома и обращается к Деве с молитвой о создании собственной семьи. Дверь, ведущая в комнату и занимающая существенную часть створки, широко распахнута, что несколько нескромно даже по меркам середины XV столетия; не исключено, что она имеет чисто символический характер и означает, что донаторам открыт вход в райские врата. За донаторами у стены виден человек в нарядном костюме, предположительно, их слуга, также являющийся более поздним дополнением другого художника. Рядом с ним показан выход со двора, ведущий на мелко детализированную улицу.
На правой створке изображён Святой Иосиф с плотницкими инструментами, работающий над мышеловкой. Примечательно, что Мария с Иосифом, не состоявшие в браке на момент Благовещения, судя по всему живут вместе в одном доме. Значение святого на триптихе может быть трактовано как необходимость защиты центральной панели от дьявола, в соответствии со словами из Книги пророка Исайи против грубости и тщеславия ассирийского царя: «Величается ли секира пред тем, кто рубит ею? Пила гордится ли пред тем, кто двигает её? Как будто жезл восстает против того, кто поднимает его; как будто палка поднимается на того, кто не дерево!» Ис. 10:15. Мышеловка в данной трактовке предназначена для дьявола, приманкой которому служит плоть Христова — данную метафору неоднократно использовал Святой Августин. За окном комнаты Иосифа видна ещё одна мышеловка на фоне городского пейзажа со шпилями двух льежских церквей: Сен-Пьер и Сен-Круа.
Относительно небольшие доски, почти полностью написанные маслом, хорошо сохранились, благодаря использованию передовой на тот момент техники. Безмятежная атмосфера сцены достигается за счёт доминирования бледных, матовых, красных и синих оттенков. Повышенное внимание к деталям характерно для миниатюр того времени, пример которых можно заметить в раскрытой иллюминированной рукописи на центральной панели. Перспектива изображения проработана недостаточно — угол зрения на сцену несколько завышен, Дева с архангелом Гавриилом кажутся парящими в воздухе рядом с неправдоподобно изображённым столом, а супруга донатора с большим трудом вписывается в предназначенное ей пространство.

## Иконография

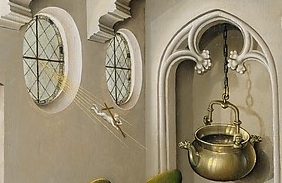
Фрагмент центральной панели

Иконография триптиха содержит сложный религиозный символизм, хотя его точный смысл остаётся предметом дискуссий. Мейер Шапиро первым начал изучение иконографии картины, дав трактовку мышеловки, а Эрвин Панофский развил анализ прочих символов, вплоть до деталей мебели и фурнитуры. Ряд новых элементов на триптихе появляются позднее в «Благовещениях» других художников.
Символика элементов центральной панели касается, в основном, непосредственно Благовещения и таинства Евхаристии. Сидящая на полу Мария символизирует смирение, книга со свитком на столе — Ветхий и Новый Завет, львы на подлокотниках скамьи — трон Мудрости Соломона (деталь, встречающаяся на многих других картинах, как религиозного, так и светского содержания, например, на «Портрете четы Арнольфини»), предметы гигиены на заднем плане — омовение рук священника во время мессы, а сама умывальница — как чистоту Девы, так и очищение во время христианского обряда крещения. Шестнадцать углов стола, символизирующего алтарь, могут указывать на число библейских пророков.

## Провенанс
Ранняя история триптиха остаётся неизвестной. С 1820 по 1849 год он принадлежал аристократическим бельгийским семьям Аренберг и Мероде; по имени последних за ним и закрепилось современное название. Затем триптих в течение многих лет оставался в частной коллекции, недоступным ни публике, ни специалистам. В 1956 году он был приобретён на средства Джона Рокфеллера-младшего, что стало значительным событием в истории американского накопления предметов искусства, и с тех пор хранится в музее Клойстерс.